# Christian Delorme
Pour les articles homonymes, voir Delorme.
Christian Delorme, né à Lyon le 30 juillet 1950, surnommé depuis les années 1980 « le curé des Minguettes », est un prêtre catholique français de l'archidiocèse de Lyon, très impliqué dans le dialogue interreligieux, particulièrement avec les musulmans. Il est également connu pour être l'un des initiateurs de la Marche pour l'égalité et contre le racisme de 1983.

## Biographie

### Adolescence
Dès l'adolescence, Il est touché par les prêtres du Prado qui ont été solidaires des Algériens de son quartier lyonnais de la Guillotière durant la lutte de Libération.
Le 29 mars 1966, il est présent, avec sa mère, à la Bourse du travail de Lyon, lors de l'intervention qu'est venu y faire le pasteur Martin Luther King à l'invitation de pasteurs lyonnais et du Cercle pour la Liberté de la Culture. Quelques mois plus tard, il a un échange de lettres avec le pasteur noir d'Atlanta.

### Premiers engagements, antimilitarisme

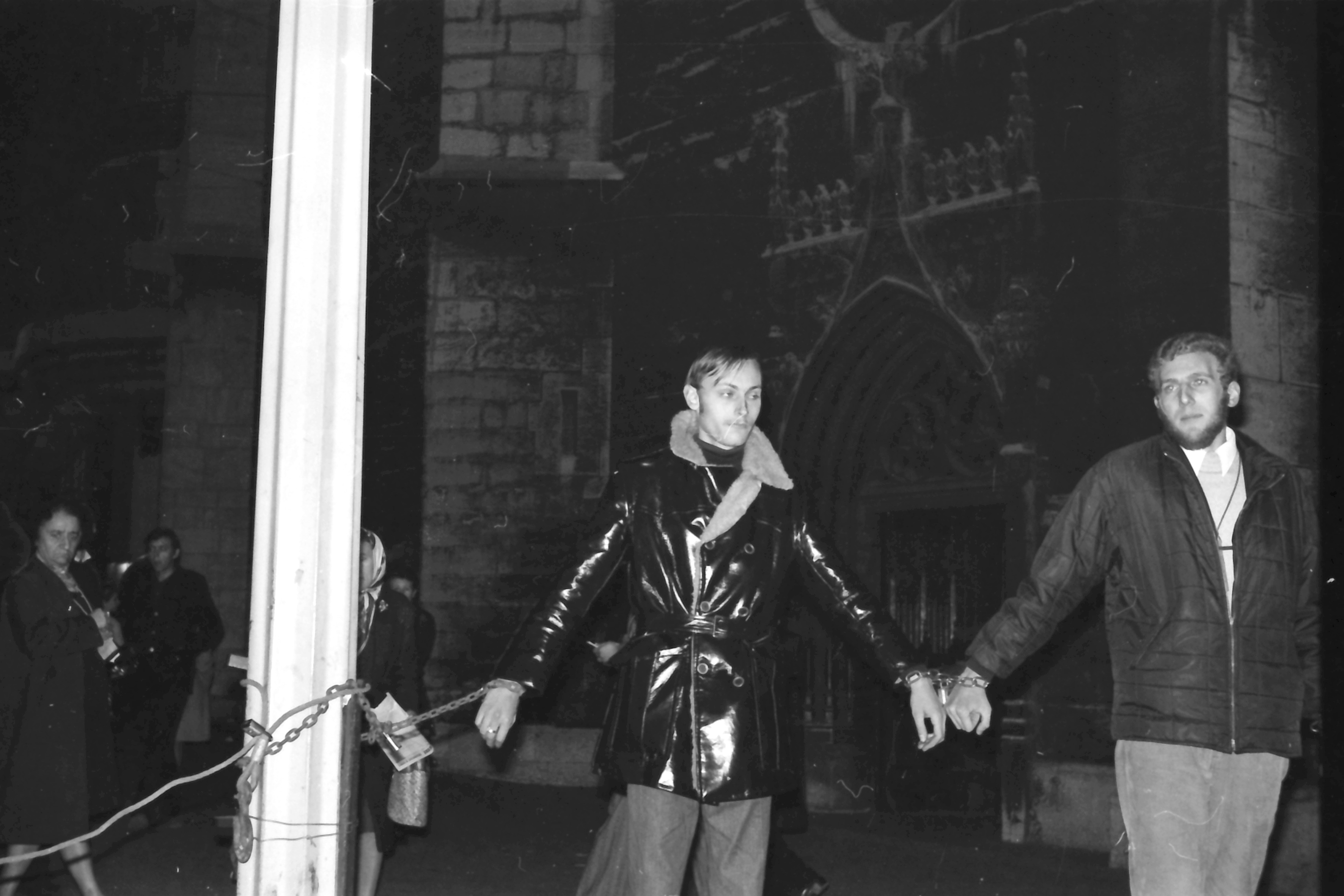
Alain Labat et Christian Delorme enchaînés devant l'église Saint-Bonaventure, à Lyon, le 28 octobre 1971, au cours d'une manifestation du Groupe d'action et de résistance à la militarisation, contre les livraisons d'armes de la France au Pakistan en guerre contre l'Inde

En 1969, après avoir rencontré André Cognat, un Lyonnais parti vivre dans la forêt amazonienne, il crée le Comité Atipaya pour la sauvegarde des Amérindiens de Guyane. Sa première grande action militante publique est une grève de la faim de huit jours, menée en octobre 1971 pour sensibiliser l'opinion publique à la tragédie du peuple du Bangladesh en lutte pour son indépendance.
Au début des années 1970, il se rapproche des Amis de l'Arche de Lanza del Vasto et du groupe lyonnais de l'Action Civique Non-violente. Il devient un militant actif du Groupe d'action et de résistance à la militarisation (GARM) créé par des chrétiens progressistes et des libertaires lyonnais. Le 28 octobre 1971, il est un des manifestants du GARM qui, en plein centre de Lyon, s'enchaînent à un cheval de frise dérobé au PC atomique en construction du Fort du Mont-Verdun, pour protester contre les ventes d’armes françaises au Pakistan en guerre contre l'Inde, barrant symboliquement la route à Michel Debré, alors ministre de la Défense, en visite officielle le lendemain,.
Le 30 janvier 1972, il fait partie du groupe de militants non-violents qui s'introduit clandestinement, puis se laisse volontairement arrêter, au cœur du poste de commandement de la force de frappe nucléaire en construction dans le base militaire de Mont-Verdun, près de Lyon,. Les activistes sont porteurs du message « Lyon, ni Pentagone, ni Hiroshima ! ».
Le 6 avril 1972, avec onze autres membres du GARM, il brûle publiquement son livret militaire en soutien à François Janin et Jean-Michel Fayard, objecteurs de conscience dont le statut a été refusé et qui sont emprisonnés pour insoumission,.
Le 13 mai 1972, avec une vingtaine de militants du GARM et du groupe Objection et résistance de Romans, il est de ceux qui bloquent le train espagnol Catalan Talgo en gare de Valence (Drôme) en s'enchaînant aux rails, pour réclamer un statut pour les objecteurs de conscience espagnols.
Du 8 au 10 décembre 1972, dans la basilique de Fourvière, Christian Delorme, Jean-Pierre Lanvin, François Janin et Robert Chazal observent un jeûne public en solidarité avec Jean-Michel Fayard, objecteur de conscience emprisonné. Des militants d'Action française pénètrent dans la basilique et tentent d'en expulser brutalement les grévistes mais ceux-ci peuvent rester grâce à l'entremise de prêtres.

## Carrière sacerdotale
En 1973, Christian Delorme devient étudiant en théologie et séminariste au sein de l'Institut des prêtres du Prado. Le 23 avril 1978, il est ordonné prêtre en l'église de Saint-Fons (Rhône) par le cardinal Alexandre Renard.
Jeune prêtre à Saint-Fons, il se soucie de l'expulsion systématique en Algérie de jeunes délinquants algériens dont les parents habitent Les Minguettes, cité de Vénissieux qui jouxte sa paroisse. Son combat, couronné de succès, pour l'abandon de cette politique, lui vaudra l'appellation médiatique de « curé des Minguettes ».
À partir de 1995, il est l'un des prédicateurs de la messe télévisée du « Jour du Seigneur » sur France 2, une activité qu'il exercera jusqu'en 2010.
Après avoir été curé des paroisses de la Guillotière puis de Gerland, dans le 7e arrondissement de Lyon, de 1992 jusqu'en septembre 2007, puis d’Oullins et de Pierre-Bénite dans la proche banlieue ouest de Lyon jusqu’en septembre 2014, il est nommé curé des paroisses de Saint Romain, Saint Côme et Saint Damien, à Caluire-et-Cuire. En 2015, il est nommé délégué épiscopal pour les relations inter-religieuses du diocèse de Lyon.

## Causes soutenues

### Soutien aux prostituées
En 1975, au sein du Mouvement du Nid, il est, avec le prêtre mariste Louis Blanc, un des soutiens et stratèges de la révolte des prostituées qui occupent l'église Saint-Nizier de Lyon et dont le mouvement va s'étendre dans plusieurs grandes villes de France,.

### Soutien aux immigrés
C'est à partir de ce moment que vont se développer ses liens avec les jeunes du quartier mitoyen des Minguettes, à Vénissieux. L'archevêque lyonnais lui reconnait un ministère particulier d'amitié avec les immigrés maghrébins et leurs familles, aux côtés du père Henri Le Masne, un prêtre arabisant qui a été toute son existence proche des Algériens de Lyon. Christian Delorme est membre de la famille spirituelle des prêtres du Prado (les prêtres du Prado sont appelés par leur vocation à aller en particulier vers les pauvres et les non chrétiens).
Du 2 au 30 avril 1981, en compagnie du pasteur Jean Costil et du jeune Hamid Boukrouma, il conduit une grève de la faim illimitée en vue d'obtenir la fin des expulsions du territoire français de jeunes de familles immigrées qui ont fait l'objet de condamnations. À cette époque, plusieurs milliers de jeunes sont concernés. Au bout de 29 jours, le gouvernement de Raymond Barre accepte une suspension des expulsions. Le candidat à l'élection présidentielle François Mitterrand apporte son soutien aux grévistes ; une fois élu, les expulsions sont stoppées par une des premières décisions du gouvernement de Pierre Mauroy. La majorité des jeunes qui ont été expulsés obtiennent la possibilité de revenir en France auprès de leurs familles. En 1986, alors que la majorité politique parlementaire aura changé et que les lois Pasqua-Debré auront rétabli ces expulsions de jeunes, Christian Delorme observera une nouvelle grève de la faim de trois semaines aux côtés de celle déclenchée par l'activiste Djida Tazdaït. Lorsque le président Mitterrand invite Christian Delorme et Djida Tazdaït à la réception du 14 juillet 1986 dans les jardins de l'Élysée, le ministre de l'Intérieur Charles Pasqua refuse de se rendre à la réception.

### Marche des Beurs
Lors des « été chauds » de 1981, 1982 et 1983 aux Minguettes, Christian Delorme s'efforce de convaincre une partie des jeunes de ce quartier populaire de s'exprimer autrement que par la violence, et, devenu permanent de l'organisation d'origine protestante d'aide aux étrangers la CIMADE, il accompagne certains d'entre eux dans leurs tentatives de s'organiser. C'est ainsi qu'il est, avec en particulier Toumi Djaidja, Djamel Atallah et le pasteur Jean Costil, à l'initiative de la Marche pour l'égalité et contre le racisme (dite Marche des Beurs) qui a traversé la France durant sept semaines et a réuni près de 100 000 personnes. À Paris, le 3 décembre 1983, Christian Delorme est reçu avec une délégation de marcheurs par le président François Mitterrand, lequel leur promet que la « Carte de dix ans » demandée depuis de nombreuses années sera bien instituée. De fait, une loi, portée par la ministre Georgina Dufoix, est votée en ce sens en 1984. 
En raison de ces engagements auprès des jeunes de banlieues et sur le terrain des luttes de l'immigration, Christian Delorme devient un interlocuteur écouté par les Pouvoirs Publics. Ainsi est-il nommé successivement membre du Conseil National des Villes et membre du Haut Conseil à l'intégration (de 1996 à 2002).
En 2013, pour le trentième anniversaire de l'évènement, un long métrage de Nabil Ben Yadir, La Marche, sort sur les écrans français et belges. Le rôle de Christian Delorme est joué par l'acteur Olivier Gourmet. À l'occasion de ce même anniversaire, Christian Delorme est appelé à jouer son propre rôle dans deux épisodes de la série télévisée Plus belle la vie, les 2 et 3 décembre 2013.

### Soutien au peuple tibétain
Christian Delorme s'est engagé dans des initiatives réclamant la justice et la liberté pour les Tibétains. En juin 1982, il crée à Lyon, avec certains des vingt Tibétains arrivés enfants en France en 1962, l'association Amitiés franco-tibétaines. Il rencontre pour la première fois le 14e dalaï-lama à l'automne 1982 à Digne-les-Bains à la Maison Alexandra David-Neel.
En avril 1989, avec le Comité de soutien au peuple tibétain, il contribue à la rencontre du dalaï-lama avec Danielle Mitterrand. En 1991, il est choisi comme président du Comité français pour l'Année Internationale du Tibet, et participe à ce titre à l'accueil du dalaï-lama à Paris, ainsi qu'à une conférence pour le Tibet à l'Assemblée nationale. En 2001, il est présent à une manifestation commémorant le soulèvement tibétain de 1959,. Il signe un appel demandant que le Comité des droits de l'enfant rende visite à Gedhun Choekyi Nyima, un enfant tibétain chinois qui, selon le gouvernement tibétain en exil, a été placé en résidence surveillée après avoir été désigné par le 14e dalaï-lama comme réincarnation du panchen-lama et que le gouvernement chinois déclare avoir mis à l'abri à la demande de ses parents qui craignaient qu'il ne soit enlevé et conduit en Inde.

## Chroniqueur et écrivain
En 1973, il est l'un des cofondateurs de la revue Alternatives non-violentes,  il en devient rédacteur en chef de 1973 à 1979 puis directeur de publication de 1979 à 2006.. Il est également un des membres fondateurs, en 1974, du Mouvement pour une alternative non-violente (MAN).
Il a écrit et co-écrit plusieurs ouvrages sur les questions liées à l'immigration, à l'intégration, au racisme, ainsi qu'au dialogue inter-religieux. Il est particulièrement lié à l'islamologue franco-marocain Rachid Benzine, avec qui il a co-signé trois ouvrages dont Nous avons tant de choses à nous dire (Albin-Michel, Paris, 1996), consacré au dialogue entre musulmans et chrétiens, et La République, l'Église et l'islam (Bayard, Paris, 2016).
Il préside en 2007 l'association Gandhi 2008 International.

### Prises de position
En 2001, dans un article du journal Le Monde, Christian Delorme évoque la sur-représentation des jeunes issus de l'immigration dans la délinquance, et le fait qu'en parler passe pour une stigmatisation. Cette phrase fut utilisée par Éric Zemmour en 2010 lors d'une polémique sur ce type de délinquance en France.
Le 3 juin 2008, il publie dans le journal Le Monde une tribune intitulée « Non, l’Algérie n'est pas antichrétienne », où il attribue les difficultés faites aux convertis au christianisme évangélique en Algérie au souvenir « des atteintes à la culture et aux institutions musulmanes qu'ont perpétrées les conquérants », ajoutant que « ce qui fait fondamentalement l'unité de l'Algérie, c'est son islamité » et que, de ce fait, ces conversions représentent une menace pour cette unité. Cette tribune attire un commentaire critique de l’archevêque de Clermont, Hippolyte Simon, qui rappelle à Delorme les termes de la Déclaration universelle des droits de l'homme de 1948 : « Toute personne a droit à la liberté de pensée, de conscience et de religion ; ce droit implique la liberté de changer de religion ou de conviction ainsi que la liberté de manifester sa religion ou sa conviction seule ou en commun, tant en public qu'en privé, par l'enseignement, les pratiques, le culte et l'accomplissement des rites. ».

## Distinctions
- Chevalier de la Légion d'honneur
- Chevalier de l'ordre national du Mérite[18]

## Prix
Le 22 mars 2016, il reçoit le Prix de la Fraternité de l’association interreligieuse « Les Voix de la Paix » à l'Hôtel de ville de Paris.

## Filmographie
- 2013 : Plus belle la vie : lui-même
- 2013 : La Marche, long-métrage de Nabil Ben Yadir. Rôle incarné par l'acteur Olivier Gourmet.
- 2021 : La Ville interdite de Denis de Montgolfier

## Œuvre

### Livres
- Marseille-Paris. Je marche, moi non-plus, préface de Danielle Mitterrand, Éditions Sans Frontières, 1984
- Par amour et par colère, Le Centurion, 1985
- Chemins de croix, chemins de foi, Desclée de Brouwer, 2003
- Prières au Christ, Desclée de Brouwer, 2004
- Prier 15 jours avec Antoine Chevrier, fondateur du Prado, Éditions Nouvelle Cité, 2006
- Prier 15 jours avec Martin Luther King, Éditions Nouvelle Cité, 2008
- L'émir Abd el-Kader à Lyon, Mémoire Active, 2008.
- Dieu aime-t-il les chauves ?, Bayard Pèlerin, 2010
- La Marche. La véritable histoire qui a inspiré le film, Bayard Culture, 2013
- Chemin de croix, Salvator, 2016
- MLK 63 64 66, Trois discours de Martin Luther King présentés par Christian Delorme, Mémoire Active, 2018

### Collaborations
- Quartiers sensibles, de Azouz Begag et Christian Delorme, Points-Virgule, Seuil, 1994
- Nous avons tant de choses à nous dire... Pour un vrai dialogue entre chrétiens et musulmans, de Rachid Benzine et Christian Delorme, Éditions Albin Michel, 1997
- Gandhi aujourd'hui, de Christian Delorme et Kamla Chowdhry, Éditions Jouvence, 2007
- La République, l’Église et l'islam, de Rachid Benzine et Christian Delorme, Bayard, 2016

### Ouvrages à collaboration multiple
- Histoire du dialogue islamo-chrétien en France, in Histoire de l'islam et des musulmans en France, ouvrage réuni sous la direction de Mohamed Arkoun, Albin Michel, 2006
- Martin Luther King à Lyon, sous la direction de Robert Vial, contributions de Christian Delorme, Mémoire Active, 2009

### Préfaces
- Le Soufisme, cœur de l'Islam, de Cheikh Khaled Bentounès, Bruno Solt et Romana Solt, préface de Christian Delorme, La Table Ronde, 1996
- Générations Beurs. Français à part entière, de Nadia Barsali, François-Xavier Freland, Anne-Marie Vincent, préface de Christian Delorme, Editions Autrement, 2003
- Le second linceul de Pierre Monier, préface de Christian Delorme, Editions du Poutan, 2015
- Du Sable entre mes doigts de Pierre Monier, préface de Christian Delorme, auto-édition, 2025

### Article
- Le Mouvement Beur a une histoire, Cahiers de l'ANGI, 1985